# Ehaft
Ehaft oder Ehehaft (von althochdeutsch, mittelhochdeutsch êhaft für ‚gesetzlich, rechtmäßig‘) ist ein teilweise schon im 18. Jahrhundert veralteter Rechtsbegriff, der sich am längsten in der Schweiz und in Bayern gehalten hat und sowohl adjektivisch als auch substantivisch gebraucht wurde bzw. selten noch gebraucht wird.
Als Ehaften bezeichnete man einerseits die in gewissen mittelalterlichen Weistümern festgehaltenen Ordnungen und Rechtssatzungen, die das Zusammenleben einer Dorf- oder Siedlungsgemeinschaft regelten und den Rechtsgenossen bei den jährlich stattfindenden öffentlichen Volks- oder Gerichtsversammlungen (Ehaft-Taiding oder Thing) kundgemacht wurden.
In der Schweiz, Schwaben und Bayern waren Ehaften anderseits unter dem Feudalrecht entwickelte Realgewerberechte oder Realkonzessionen, d. h. an bestimmte Lokalitäten gebundene Gewerbe. Grundherren verlangten Konzessions- und Benützungsabgaben (Gebühren, Zinsen) für Einrichtungen (in der Regel mit Wasser- und Feuerrecht wie Tavernen, Mühlen, Schmieden, Trotten, Ofenhäuser usw.), die dem Gemeinwesen unentbehrlich waren und zu deren Benutzung sie die Gemeindeangehörigen zwingen konnten. Neue Ehaften wurden nur mit einem Bedarfsnachweis erteilt, wobei Inhaber benachbarter Ehaften einsprechen durften. Den Betreibern verschafften sie ein faktisches Monopol und eine sichere wirtschaftliche Basis. Im 19. Jahrhundert verschwanden die Ehaften allmählich aufgrund veränderter wirtschaftlicher Rahmenbedingungen und industriell-gewerblicher Produktionsweisen. Die allgemeine Handels- und Gewerbefreiheit in der Schweizerischen Bundesverfassung von 1874 schaffte die Ehaften als Realrechte endgültig ab.

## Fortdauern
Überbleibsel dieser untergegangenen – oder zumindest abgelösten – Rechtsordnung bestehen noch als ehehaftes Recht.